# L. Susan Brown
L. Susan Brown (née en 1959) est une écrivaine et théoricienne anarchiste communiste canadienne.
Elle est surtout connue pour son livre The Politics of Individualism (1993),,, et pour son article Does Work really work?,,.

## Biographie
Brown vit et travaille[réf. souhaitée] à Toronto au Canada et est titulaire d'un doctorat de l'université de Toronto.

## Écrits
« Tandis que la vision populaire de l'anarchisme est celle d'un mouvement violent, anti-État, l'anarchisme est une tradition bien plus subtile et nuancée qu'une simple opposition au pouvoir gouvernemental. Les anarchistes s'opposent à l'idée que le pouvoir et la domination sont nécessaires, et prônent à la place plus de solidarité, et une forme anti-hiérarchique des organisations sociales, politiques, et économiques. » - The Politics of Individualism, p.106.
Dans The politics of individualism, elle établit une distinction entre "individualisme existentiel" et " individualisme instrumental" et examine la manière dont ces deux formes de l'individualisme sont utilisées dans le libéralisme (en particulier le féminisme libéral) et l'anarchisme. Elle plaide en faveur d'une nouvelle vision de la liberté humaine se basant sur les idées du féminisme et du libéralisme dans une forme d'anarchisme se fondant sur ce qu'elle appelle "individualisme existentiel". Ses travaux se concentrent spécifiquement sur les similitudes et les différences de ces philosophies politiques, en examinant de façon critique les travaux féministes et libéraux de John Stuart Mill, Betty Friedan, Simone de Beauvoir et Janet Radcliffe Richards (en), en mettant l'accent sur les questions de l'emploi, l'éducation, le mariage et la famille, ainsi que les politiques gouvernementales. Ces travaux sont, à leur tour, comparés à l'anarcha-féminisme d'Emma Goldman.

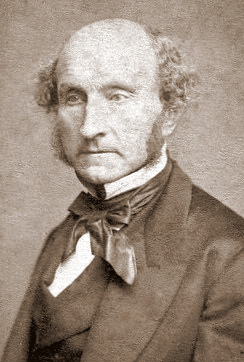
John Stuart Mill en 1865.
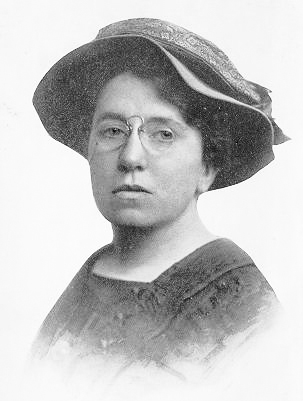
Emma Goldman en 1910.
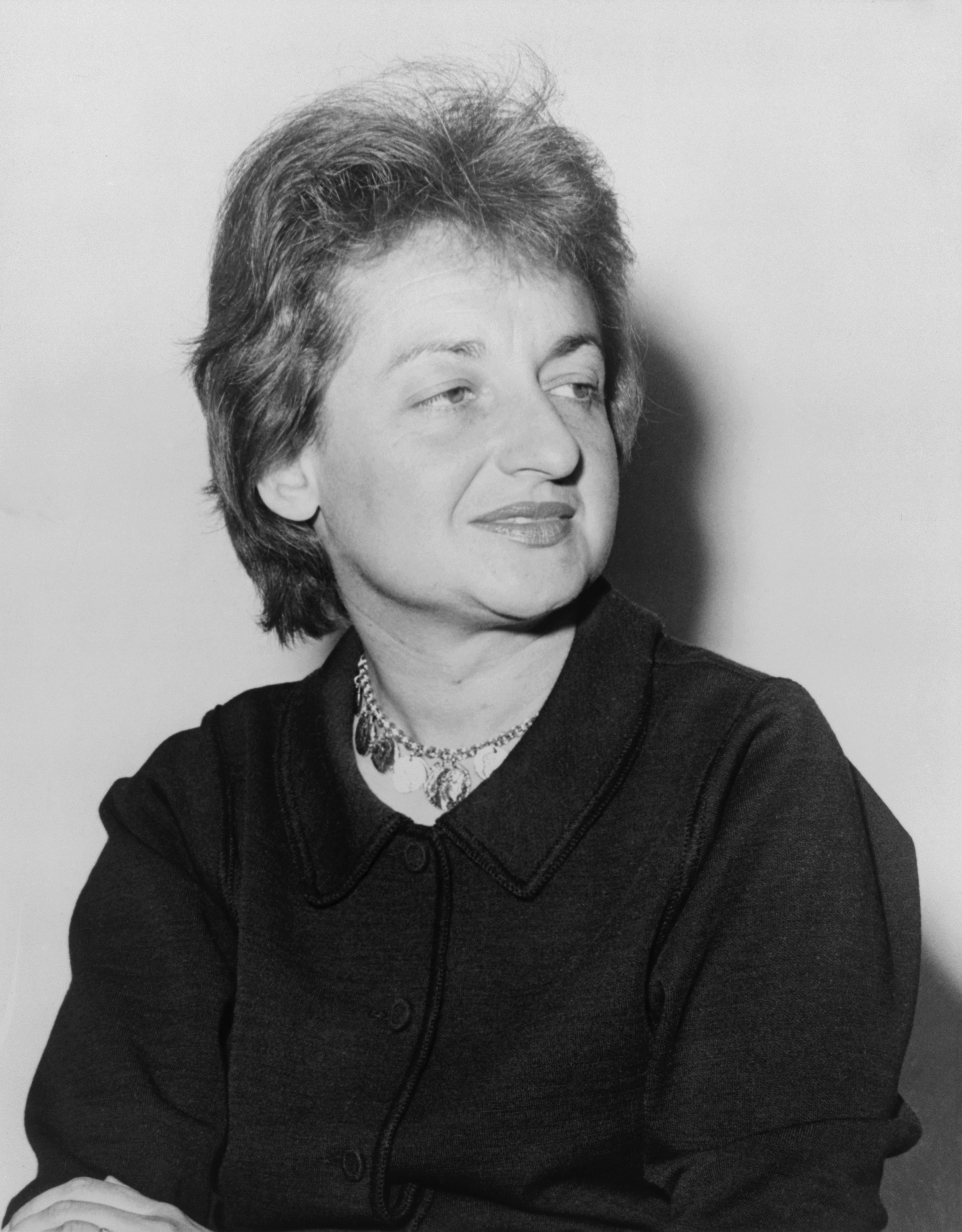
Betty Friedan en 1960.
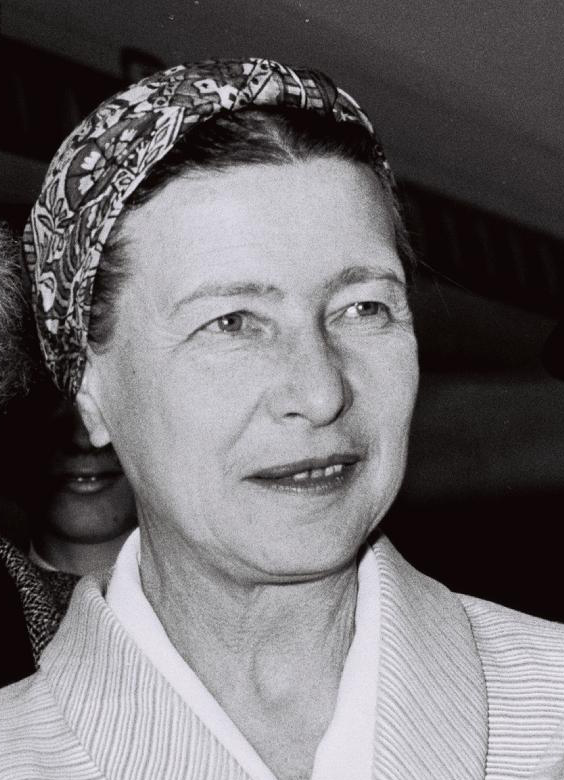
Simone de Beauvoir en 1967.
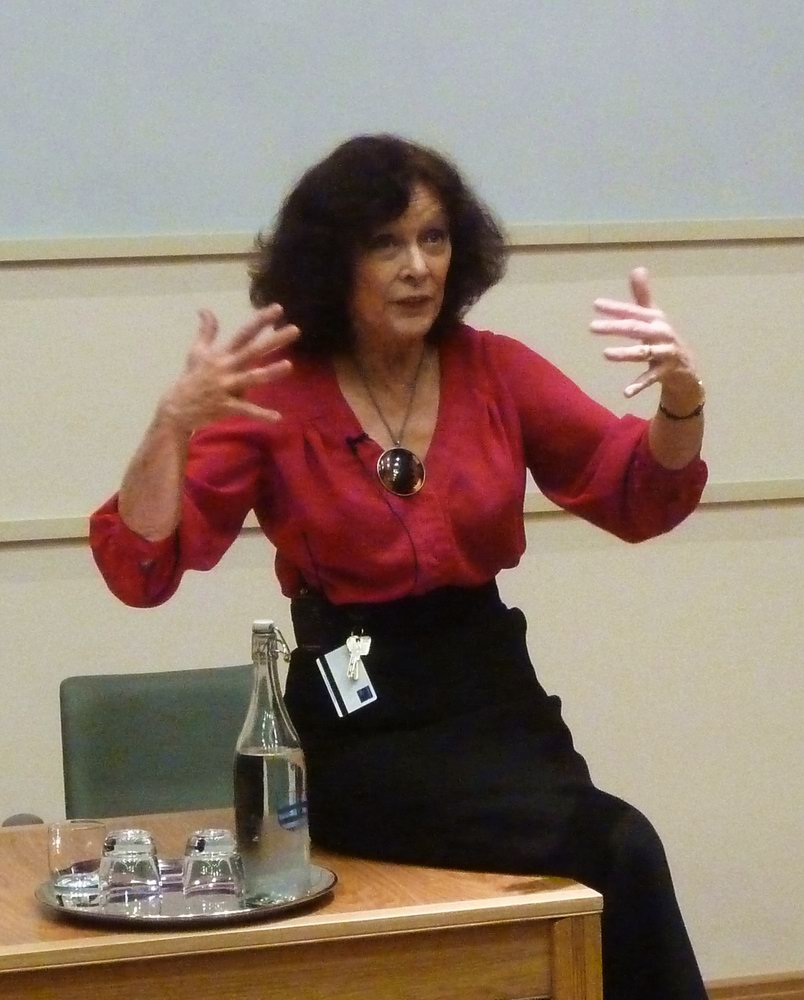
Janet Radcliffe Richards (en) en 2012.

Dans The politics of individualism et "Does work really work?", Brown développe sa conception du socialisme libertaire, qui est que tous les liens sociaux doivent être élaborés par des personnes qui ont une quantité égale de pouvoir de négociation, parce que selon Brown, une accumulation de richesse monétaire conduit à la centralisation du pouvoir économique et politique entre les mains d'une petite élite, réduisant le pouvoir de négociation — et donc la liberté des autres personnes de la société,. Elle fournit une analyse en profondeur de la raison pour laquelle, de son point de vue, le système du  travail salarié est intrinsèquement corrompu et impossible à réformer et pourquoi il doit être aboli et remplacé par un système dans lequel les gens seraient entièrement libres de choisir d'effectuer (ou de ne pas effectuer) des activités de volontariat, un système qui selon Brown, encourage les gens à être créatifs et autogérés, promulguant le plaisir et l'accomplissement personnel.
Brown a publié des articles sur la philosophie politique de l'anarchisme et du féminisme, et son œuvre est traduite en néerlandais, français, allemand, espagnol et finlandais.

## Critiques
Murray Bookchin et Janet Biehl, qui se réclament du communisme libertaire, ont critiqué son analyse de l'individualisme qu'ils qualifient de « Lifestyle Anarchism »,.

## Publications
- The Politics of Individualism: Liberalism, Liberal Feminism and Anarchism, Montréal : Noir, Rose, 1993,  (ISBN 978-1551642024).
- Beyond feminism: Anarchism and human freedom, in Howard J. Ehrlich (dir.), Reinventing Anarchy, Again, AK Press, 1979, p. 149-155.